# Whitland Abbey
Whitland Abbey (Albalanda; walisisch Abaty Hendy-gwyn ar Daf) ist eine ehemalige Zisterzienserabtei bei 
Whitland in Carmarthenshire in Wales.

## Geschichte
Das Kloster wurde 1140 als Tochterkloster der Primarabtei Clairvaux von dem normannischen Bischof Bernard von St Davids in Little Trefgarn, rund 10 km nördlich von Haverfordwest, gegründet und um 1151 nach auf ein von John von Torrington gestiftetes Gelände in Whitland verlegt. Es war das erste Zisterzienserkloster in Wales, Mutterkloster von neun weiteren Häusern, deren erste drei schon nach kurzer Zeit und sehr schnell hintereinander entstanden, und ursprünglich eine normannische Gründung. Die Abtei geriet jedoch bald unter die Kontrolle des Prinzen von Deheubarth, Lord Rhys, dessen Sohn als Mönch in Whitland starb, und nahm einen ausgesprochen walisischen Charakter an. In den Kriegen mit England nahm das Kloster großen Schaden. Im 15. Jahrhundert soll das Kloster, das 17 Grangien besaß, 100 Mönche gezählt haben. Der Auflösung bereits im Jahr 1536 entging das Kloster durch Zahlung eines beträchtlichen Geldbetrags. 1539 erfolgte gleichwohl die Auflösung des Klosters. Ausgrabungen fanden 1836, um 1920 und seit 1990 statt.
3 km südwestlich des einstigen Klosters, im Ortsteil Trevaughan von Whitland (Carmarthenshire), gründeten im Jahre 1991 Trappistinnen der Abtei Stapehill in Ferndown die Holy Cross Abbey, aufgrund ihrer Lage zuweilen auch – wie das einstige Kloster – „Whitland Abbey“ genannt.

## Bauten und Anlage
Von dem Kloster sind nur geringe Reste erhalten. Die kreuzförmige, rechteckig geschlossene Kirche lag im Norden der Anlage, die Klausur südlich davon. Der westliche Laientrakt war durch eine Klostergasse vom Kreuzgang getrennt, eine bei Tochterklöstern von Clairvaux nicht seltene Erscheinung. Jedoch ist der Grundriss der Anlage verhältnismäßig gut zu erkennen. Erhalten ist die Klosterchronik Cronica Wallia.